# Orgels van De Tabernakel (Ede)
De geschiedenis van het kerkgebouw De Tabernakel in de Nederlandse plaats Ede kent drie orgels.
In het eerste kerkgebouw aan de Bergstraat werd in 1925 een orgel geplaatst afkomstig uit de Oud Gereformeerde Kerk aan de Looiersgracht te Amsterdam. Die kerk werd in 1922 opgeheven omdat de gemeente samenging met de Christelijk Gereformeerden. De predikant, Ds. Hendriksen, vertrok daarop naar Ede en nam (o.a.) het orgel mee. De geschiedenis van dit orgel gaat terug tot de zeventiende eeuw. Het was afkomstig uit de rooms-katholieke schuilkerk "De Boom" in Amsterdam en stond van 1773 tot 1897 in de rooms-katholieke kerk van Uitgeest. In 1957 werd het gekocht door de heer Wim Modderkolk in Ede, die het op zijn beurt rond 1977 verkocht aan orgelmaker Gert van Buuren (Poortugaal, later Heukelum). De laatste verkocht het nog overgebleven oude materiaal in 2015 aan een orgelmaker in België.

## De Koff
Het oorspronkelijke orgel was afkomstig uit het eerste kerkgebouw aan de Bergstraat (tegenwoordig Driehoek). Dit was een De Koff-orgel uit 1956 met de volgende dispositie:
| Manuaal C-f’’’    |    |
| Prestant          | 8' |
| Holpijp           | 8' |
| Octaaf            | 4' |
| Roerfluit         | 4' |
| Gemshoorn         | 2' |
| Mixtuur 3-5 sterk |    |

| Pedaal |     |
| Subbas | 16' |

Speelhulp: Pedaalkoppel
In 2004 werd het orgel door de fa. A. Nijsse & Zn uit Wolphaartsdijk uitgebreid met een tweede manuaal en overgebracht naar de Gereformeerde Kerk Vrijgemaakt in Broek op Langedijk.

## Nijsse
In hetzelfde jaar werd er in De Tabernakel door dezelfde firma Nijsse een nieuw mechanisch orgel geplaatst. Hieronder volgt de dispositie van dit instrument:
| Hoofdwerk C-f’’’    |         |
| Bourdon             | 16'     |
| Prestant            | 8'      |
| Roerfluit           | 8'      |
| Octaaf              | 4'      |
| Quint               | 3'      |
| Octaaf              | 2'      |
| Mixtuur 4 sterk B/D |         |
| Fagot               | 16' B/D |
| Trompet             | 8' B/D  |

| Nevenwerk C-f’’’ |            |
| Holpijp          | 8'         |
| Gamba            | 8'         |
| Open Fluit       | 4'         |
| Nasard           | 3' B/D     |
| Fluit            | 2'         |
| Terts            | 1 3/5' B/D |

| Pedaal * |     |
| Bourdon  | 16' |
| Prestant | 8'  |
| Fagot    | 16' |
| Trompet  | 8'  |

* : De pedaalregisters zijn transmissies